# Médaille pour la libération de Fizouli
La médaille pour la libération de Fizouli (en azéri : Fizulinin azad olunmasına görə medalı) est une distinction honorifique de l'Azerbaïdjan. La médaille a été créée pour commémorer la libération de la région de Fizouli le 17 octobre 2020 lors de la deuxième guerre du Haut-Karabagh. 

## Histoire
Le 11 novembre 2020, le président azerbaïdjanais, Ilham Aliyev, lors d'une réunion avec des militaires azerbaïdjanais blessés qui ont pris part à la deuxième guerre du Haut-Karabakh, déclare que de nouveaux ordres et médailles seraient établis en Azerbaïdjan et qu'il avait donné des instructions appropriées pour récompenser des civils et des militaires qui ont fait preuve « d'héroïsme sur le champ de bataille et à l'arrière et se sont distingués dans cette guerre ». Il propose également des noms pour ces ordres et médailles. 
Le 20 novembre, lors d'une session plénière de l'Assemblée nationale, un projet tendant à compléter la loi sur « l'établissement des ordres et des médailles de la République d'Azerbaïdjan » est soumis aux députés pour discussion. La médaille pour la libération de Fizouli est créée le même jour en première lecture et officialisée par la loi du 26 novembre.

## Statut
Selon le projet de loi, la décoration est située protocolairement au-dessous de la médaille pour la libération de Zangilan et au-dessus de la médaille pour la libération de Khojavend.
Elle est décernée au personnel militaire des forces armées de la République d'Azerbaïdjan qui a participé aux opérations militaires pour la libération de la région de Fizouli le 17 octobre 2020 lors de la seconde guerre du Haut-Karabagh.